# Валя-Шкіопулуй
Валя-Шкіопулуй (рум. Valea Șchiopului) — село у повіті Бузеу в Румунії. Входить до складу комуни Пардоші.
Село розташоване на відстані 127 км на північний схід від Бухареста, 32 км на північ від Бузеу, 89 км на захід від Галаца, 102 км на схід від Брашова.

## Населення
За даними перепису населення 2002 року у селі проживали 22 особи, усі — румуни. Усі жителі села рідною мовою назвали румунську.